# Werner Steinbrinck
Werner Karl Otto Steinbrinck, in der Literatur auch in der Schreibweise Steinbrink, (* 19. April 1917 in Berlin; gest. 18. August 1942 in Berlin-Plötzensee) war ein deutscher Widerstandskämpfer gegen den Nationalsozialismus, der durch das NS-Regime zum Tode verurteilt und hingerichtet wurde.

## Leben

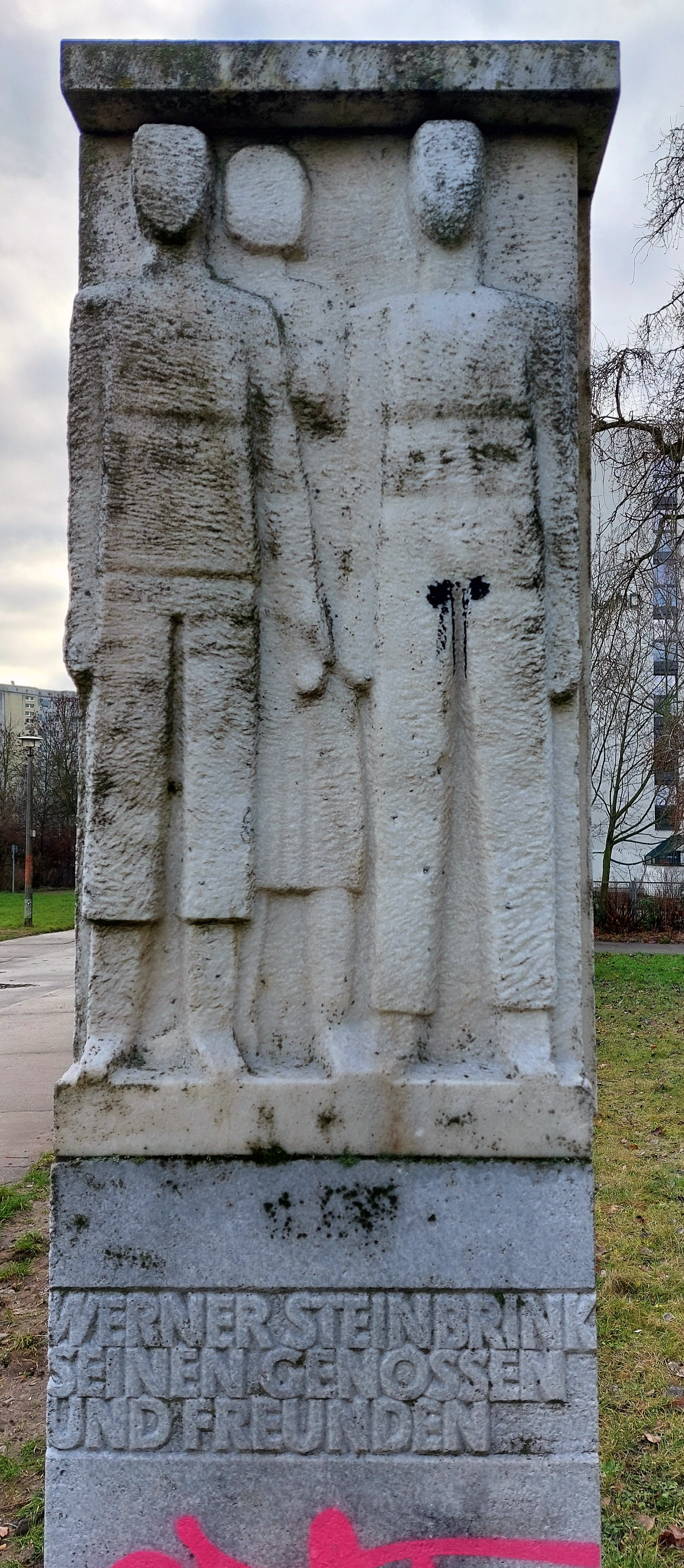
Gedenkstein, Mühlenbecker Weg, in Berlin-Marzahn

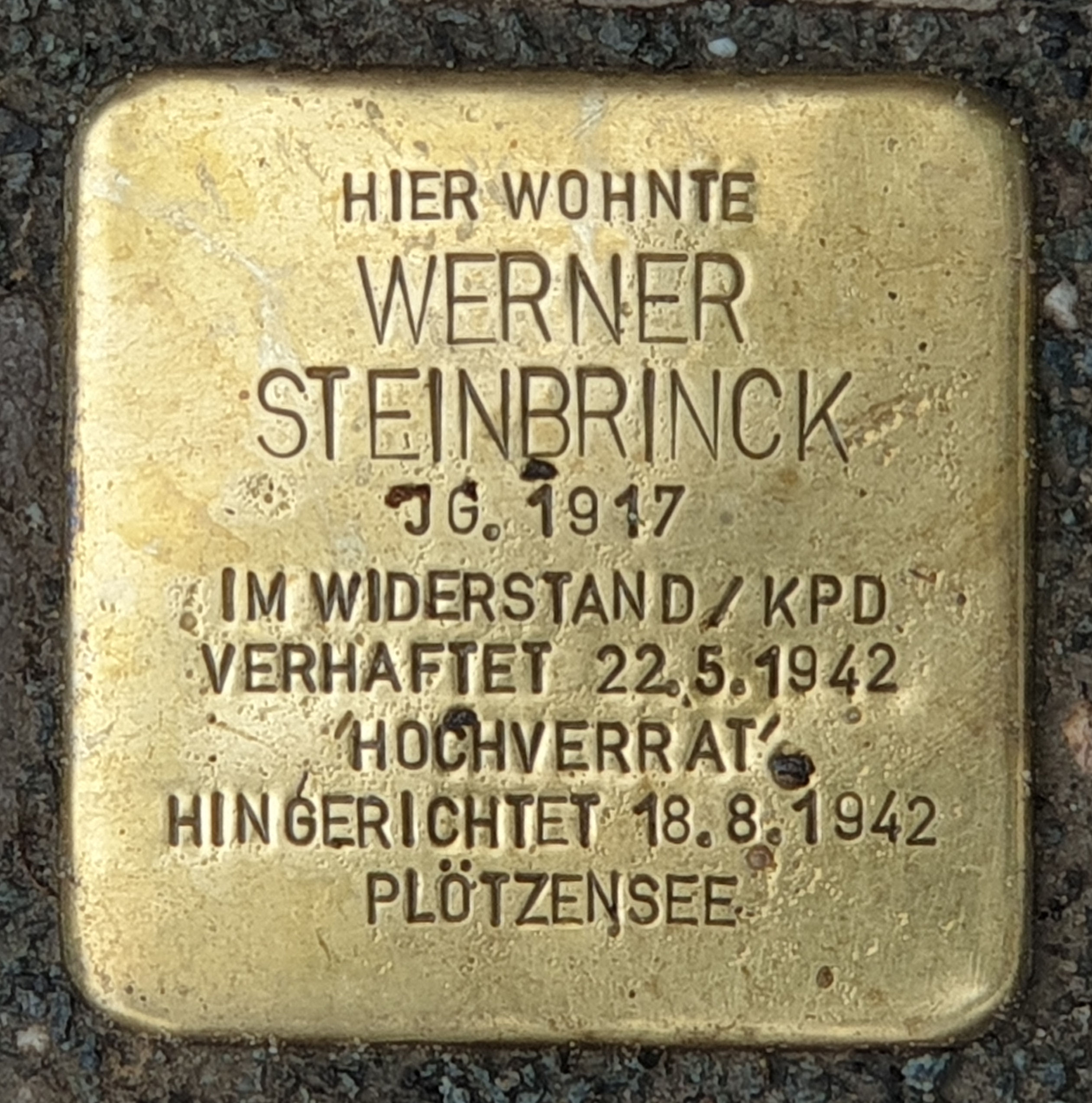
Stolperstein am Haus, Onkel-Bräsig-Straße 111, in Berlin-Britz

Steinbrinck kam aus einer kommunistischen Arbeiterfamilie in Berlin-Neukölln. Der Vater Karl war Arbeiter, die Mutter Agnes Dienstmädchen und Näherin. Er hatte zunächst eine kommunale Volksschule besucht und wechselte von 1931 bis 1933 zur Neuköllner Karl-Marx-Schule, einer hoch renommierten reformpädagogischen Schule, an der auch Arbeiterkinder zum Abitur kommen konnten. Dort war er mit dem späteren Historiker Kurt Gossweiler und mit Herbert Ansbach befreundet. Die drei organisierten sich im Sozialistischen Schülerbund (SSB), der der KPD nahestand. Sie arbeiteten an der Schülerzeitung Schulkampf mit, deren Chefredakteur seit 1932 Ansbach war. An der Schule fiel Steinbrinck in der Phase ihrer Namenslöschung und ihres Übergangs zu einem „Realgymnasium auf nationalsozialistischer Grundlage“ durch Konfliktbereitschaft auch gegenüber einzelnen Lehrern auf. Beispielsweise widersprach Steinbrinck einem Vertretungslehrer, der nicht bereit war, eine Beweisführung im Wechselgespräch mit den Schülern zu akzeptieren, ging nach vorne und führte den Beweis. Vom Vorwurf einer „frechen Eigenmächtigkeit“ blieb er unbeeindruckt.
Nach der Zwangsauflösung des SSB schlossen die drei Freunde sich 1933 dem inzwischen verbotenen Kommunistischen Jugendverband Deutschlands (KJVD), Unterbezirk Südost, an und nahmen am deutschen und europäischen antifaschistischen Widerstand teil.
Steinbrinck (Spitzname Steinchen) trampte in diesem Jahr im September zum ersten „Weltkongreß der Jugend gegen Krieg und Faschismus“ nach Paris. Zu den Zielen des Weltjugendkomitees als dem organisatorischen Träger gehörten „die Koordinierung internationaler antifaschistischer Aktionen und die Organisierung von Solidaritätsbewegungen für vom Faschismus Verfolgte in aller Welt.“ Im Sommer 1934 fand eine zweite Tour mit diesem Ziel statt, diesmal mit u. a. Kurt Gossweiler und zwei Angehörigen der Jugendorganisation der mit der KPD über Kreuz liegenden KPO. Man nahm an einem zweiten derartigen „Weltkongreß der Jugend“ teil und wiederum ging es um die Organisation des Widerstands gegen die faschistischen Regime und Bewegungen in Gesamteuropa und gegen die mit ihnen einhergehende Kriegsgefahr. Steinbrinck wurde als einziger der Gruppe bei dieser Gelegenheit zu den Beratungen der in Paris befindlichen Leitung des KJVD hinzugezogen. Nachdem in den Verhaftungswellen gegen die linken Oppositionsgruppen die führenden Funktionäre des KJVD-Bezirks inhaftiert worden waren, übernahmen dort Herbert Ansbach und der jüdische Genosse Herbert Baum die Leitung, Werner Steinbrinck die Chefredaktion einer illegalen Zeitung. Beteiligt war er auch an der sogenannten „Böller-Aktion“ Berliner Studenten. Man hatte mit Streuzetteln gefüllte Sprengkörper in Gestalt hölzerner Bücher öffentlichkeitswirksam in der Universität, in der Staatsbibliothek und an anderen Orten hochgehen lassen. 1935 verließ Werner Steinbrinck vor dem Abitur die Schule, die inzwischen gleichgeschaltet und deren Name ihr genommen worden war, um in einem jüdisch geführten chemisch-wissenschaftlichen Labor eine Laborantenlehre zu machen. Das Abitur holte er später an einer Abendschule nach.
1936 wurde er gemeinsam mit anderen Antifaschisten, darunter seine Freundin Lisa Attenberger und Herbert Ansbach verhaftet und unter dem Verdacht der Vorbereitung des Hochverrats angeklagt. Attenberger hatte marxistische Schulungszirkel organisiert, mutmaßlich zusammen mit Steinbrinck. Mangels Beweises musste er wieder auf freien Fuß gesetzt werden, während Attenberger, die ihn geschützt hatte, und Ansbach zu einer mehrjährigen Freiheitsstrafe verurteilt wurden. Steinbrinck begründete eine Widerstandsgruppe an seinem Arbeitsplatz, dem Kaiser-Wilhelm-Institut für Chemie. Sie stand in Verbindung mit der Widerstandsgruppe um Herbert Baum. 1939 wurde Steinbrinck zum Reichsarbeitsdienst und im Jahr darauf zur Wehrmacht eingezogen. Er wurde innerhalb des OKW eingesetzt und konnte daher in Berlin bleiben. 1942 wurde er von der Wehrmacht für ein Studium am Kaiser-Wilhelm-Institut (KWI) für Chemie freigestellt. Der klandestine Zusammenhalt der Gruppen und Genossen war damit nicht aufgegeben, sondern durch das offenbare Scheitern der Wehrmacht in der Schlacht um Moskau verstärkt worden. Nach Steinbrincks Beteiligung an einem Anschlag im Mai 1942 auf die antikommunistische Hetzausstellung Das Sowjet-Paradies, für den er als gelernter Chemotechniker von seinem Arbeitsplatz ein Kilo Schwarzpulver und eine entflammbare Lösung beschaffte, wurde er mit 22 anderen aus seiner und Baums Gruppe verhaftet. Der verursachte Schaden an der Ausstellung war gering, aber das Attentat hatte durch seine Öffentlichkeitswirkung eine ungewöhnliche Bedeutung. Er wurde zum Tode verurteilt und am 18. August 1942 hingerichtet, mit ihm auch seine jüdische Genossin und Verlobte Hildegard Jadamowitz. Insgesamt wurden sieben Angehörige der Gruppe Baum und fünf der Gruppe Steinbrinck hingerichtet.

## Ehrungen
- 1981 wurde der „antifaschistischen Widerstandsgruppe“ um Herbert Baum vom Magistrat von Berlin (DDR) ein Gedenkstein gesetzt, der als einen der Angehörigen der Gruppe auch Werner Steinbrinck nennt. Der Bildhauer war Jürgen Raue. Nach der Wende wurden 2000/2001 über die Inschrift „Für immer in Freundschaft mit der Sowjetunion verbunden“ Glasacryltafeln mit umfangreichen „Zusatzinformationen“ gelegt.[14]
- 1983 wurde die 24. Polytechnische Oberschule in Berlin-Marzahn nach Werner Steinbrinck benannt. Nach der Wende wurde die Namensehrung gelöscht, inzwischen besteht die Schule nicht mehr.
- 1988 wurde in Berlin-Marzahn, Franz-Stenzer-Straße 41/Zühlsdorfer Straße 20–22 und damit in der Nähe der Schule, eine weiße Marmorstele für Werner Steinbrinck, Hilde Jadamowitz und Herbert Baum errichtet, Bildhauer: Siegfried Wehrmeister.[15][12]

## Gedenken
Am 18. Juli 2025 wurde vor seinem ehemaligen Wohnort, Berlin-Britz, Onkel-Bräsig-Straße 111, ein Stolperstein verlegt.